# Anna Nikolajewna Engelhardt
Anna Nikolajewna Engelhardt, geboren Anna Nikolajewna Makarowa, (russisch Анна Николаевна Энгельгардт, Geburtsname Макарова; * 2. Junijul. / 14. Juni 1838greg. in Alexandrowka, Gouvernement Kostroma; † 12. Junijul. / 25. Juni 1903greg. in St. Petersburg) war eine russische Publizistin, Übersetzerin und Frauenrechtlerin.

## Leben
Anna war die Tochter des adligen Gutsbesitzers, Lexikographen und Gitarristen Nikolai Petrowitsch Makarow und seiner Frau Alexandra Petrowna geb. Boltina, die bereits 1844 starb. 1845 wurde Anna in das Moskauer Elisabeth-Institut für Töchter aus Adel, Militär, Kaufmannschaft und Geistlichkeit geschickt, wo sie  Englisch, Französisch, Deutsch und Italienisch lernte. Nachdem sie 1853 das Institut mit Auszeichnung verlassen hatte, studierte sie in der Bibliothek ihres Vaters und las insbesondere Werke von Nikolai Tschernyschewski, Charles Darwin, Nikolai Dobroljubow und Alexander Herzen.
1859 heiratete Anna in St. Petersburg den adligen Agronomen Alexander Nikolajewitsch Engelhardt, mit dem sie drei Kinder bekam: Michail (1861–1915), Wera (1863–?) und Nikolai (1867–1942). 1860 begann Anna, Übersetzungen für Kinder-Zeitschriften zusammenzustellen. Ab 1862 arbeitete sie in einer Buchhandlung, was als skandalös angesehen wurde. 1863 gründete sie mit Nadeschda Stassowa und Marija Trubnikowa die erste Frauenverlagsgenossenschaft. Das Ziel war, Frauen finanziell unabhängig zu machen. Anna übersetzte mehr als 70 Werke von Gustave Flaubert, Guy de Maupassant, Jean-Jacques Rousseau, Robert Louis Stevenson, Émile Zola und anderen sowie auch wissenschaftliche Werke, beispielsweise von François Rabelais. Sie arbeitete für den Westnik Jewropy und war mehr als 25 Jahre lang Hauptherausgeberin des Westnik inostrannoi literatury (Bote der ausländischen Literatur).
1870 wurden Anna und ihr Mann verhaftet wegen Beteiligung an einer Vereinigung sozialistischer Studenten des St. Petersburger Agrikulturinstituts. Nach 6 Wochen wurde sie wieder freigelassen wegen mangelnder Beweise, während ihr Mann nach 18 Monaten Haft auf seinen Besitz Batischtschewo bei Safonowo verbannt wurde. Anna blieb mit ihren Kindern in St. Petersburg und arbeitete an einer Reihe von Veröffentlichungen zur Erziehung und an einem deutsch-russischen Wörterbuch (1877). Auch war sie an der Gründung der Höheren Bestuschew-Kurse für Frauen beteiligt. In den 1880er und 1890er Jahren engagierte sich Anna verstärkt in der Frauenbewegung. Neben der Forderung nach Möglichkeiten der Bildung für Frauen zielte ihre Arbeit auf das Arbeits- und Heiratsrecht. Sie schrieb Artikel über erfolgreiche Frauen, so über  Nadeschda Chwoschtschinskaja und Nadeschda Sochanskaja. In der 1895 gegründeten Gesellschaft für gegenseitige Hilfe für Frauen war sie viele Jahre Vizevorsitzende. 1897 gründete sie mit anderen das Fraueninstitut für Medizin. 1900 hielt sie in St. Petersburg einen Vortrag über den Status der Frauen von der Antike bis in die Gegenwart. Sie bereitete die Zeitschrift der Gesellschaft für gegenseitige Hilfe für Frauen vor, aber starb vor Erscheinen der ersten Ausgabe.